# میشل بورو
میشل بورو (انگلیسی: Michel Brault؛ ۲۵ ژوئن ۱۹۲۸ – ۲۱ سپتامبر ۲۰۱۳) یک کارگردان، فیلم‌بردار، تهیه‌کننده، فیلم‌نامه‌نویس، و تدوین‌گر اهل کانادا بود. وی بین سال‌های ۱۹۵۸ تا ۲۰۱۳ میلادی فعالیت می‌کرد.
وی همچنین برنده جوایزی همچون جایزه بهترین کارگردان جشنواره فیلم کن شده است.